# Robert Fludd
Robert Fludd (o Flud, detto anche Robertus de Fluctibus; Milgate House, 1574 – Londra, 8 settembre 1637) è stato un medico, alchimista e astrologo britannico, esperto di teosofia.
Fu un filosofo ermetico che apparteneva in pieno alla tradizione ermetico-cabalistica del Rinascimento sviluppatasi da Marsilio Ficino, Pico della Mirandola e Paracelso.
Diede un forte impulso alla diffusione della concezione rosacrociana del mondo, scrivendo tra l'altro, agli inizi del Seicento, l'opera cosmologica Utriusque Cosmi, maiores scilicet et minores, metaphysica, physica atque technica Historia, in cui le corrispondenze segrete tra il «mondo più grande» ed il «mondo più piccolo» che questa «storia» si propone di trattare riguardano i rapporti tra l'universo (macrocosmo) e l'uomo (microcosmo). 
Fu anche l'autore di De astrologia, sua opera principale sull'argomento. 

## Vita e opere
Formatosi ad Oxford, viaggiò lungamente attraverso l'Europa ed infine si stabilì a Londra, dove esercitò la professione di medico. Membro del Royal College of Physicians e ammiratore di Paracelso, si appassionò ai saperi occulti, utilizzandoli anche nella sua attività di medico: critico dell'opera di Keplero e Marin Mersenne, fu a sua volta attaccato da Pierre Gassendi.

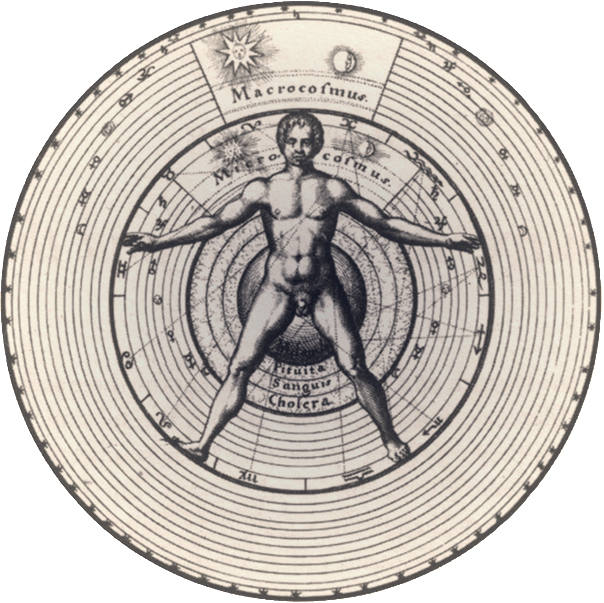
Il macrocosmo dell'universo riassunto nel microcosmo dell'uomo vitruviano: frontespizio dell'Utriusque Cosmi Historia di Robert Fludd, pubblicato a Oppenheim da Johann Théodor De Bry nel 1617-18).

Nelle sue opere fonde in maniera enciclopedica le varie correnti dell'esoterismo cristiano, della cabala, del neoplatonismo e della magia naturale coltivata dai filosofi rinascimentali, nella nuova dottrina ermetica dei Rosacroce unendola ad osservazioni sperimentali.

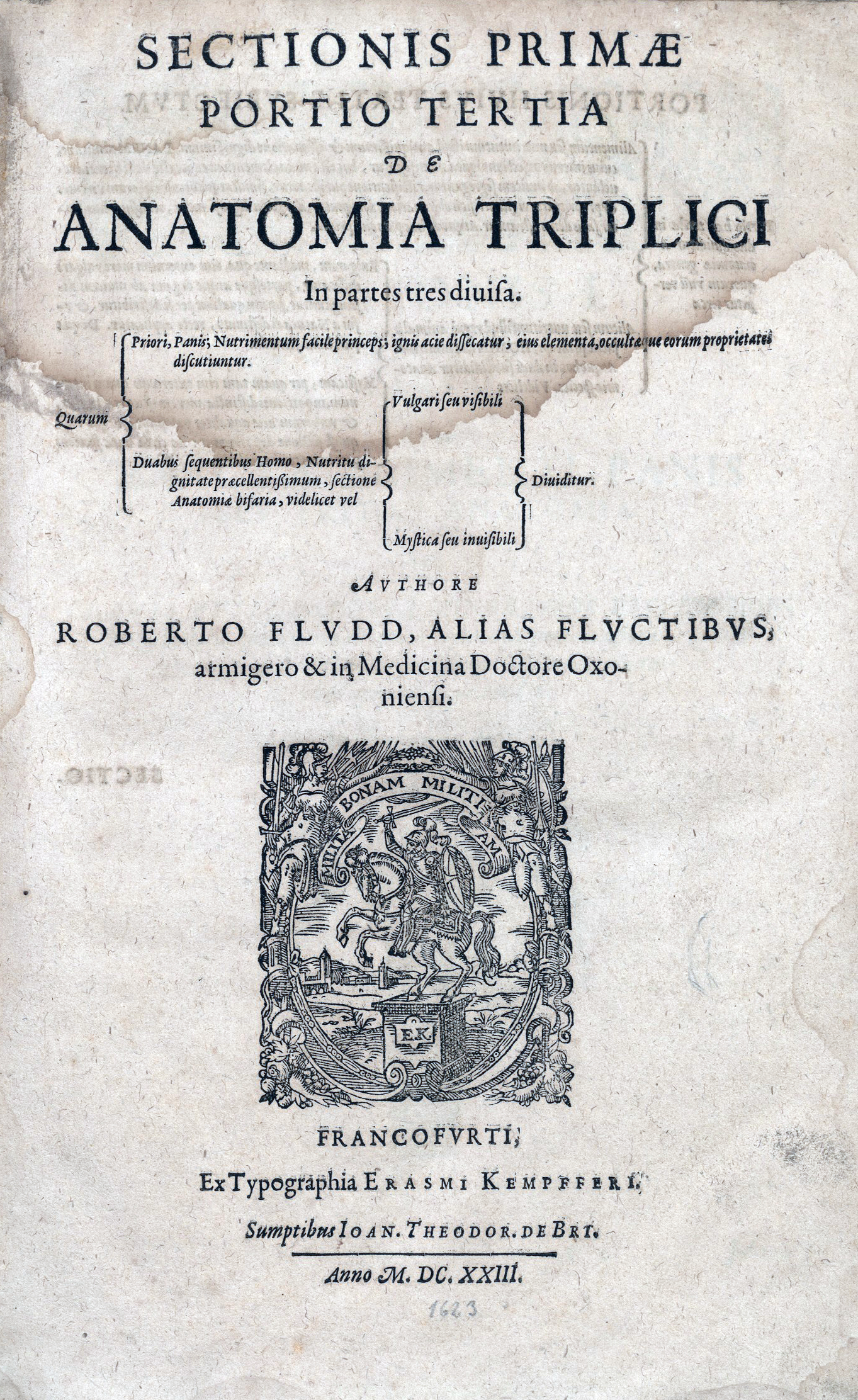
Anatomiae ampitheatrum, 1623

All'indomani della pubblicazione dei manifesti che rendevano nota l'esistenza della confraternita dei Rosacroce (1614-16), Fludd ne prese le difese contro le calunnie che iniziavano a diffondersi nei confronti di questa nelle regioni della mitteleuropa, propagate in particolare da Andreas Libavius e da ambienti gesuiti.
Contro le accuse rivolte ai Rosacroce di eresia, stregoneria, e satanismo, Fludd fu autore di tre trattati apologetici: 
- Apologia compendiaria Fraternitatem de Rosea Cruce suspicionis et infamiis maculis aspersam, veritatem quasi Fluctibus abluens et abstergens (Leida, 1616), contro Andreas Libavius, in cui Fludd sostiene che la magia rosacrociana va intesa nel senso naturale e legittimo che le attribuiva Ficino;[5]
- Tractatus apologeticus integritatem societatis de Rosae Cruce defendens (Leida, 1617);
- Tractatus theologo-philosophicus, de vita, morte, et resurrectione, fratribus Crucis Rosae dedicatus (Oppenheim, 1617).

La sua opera permette in particolare di cogliere la notevole portata che ebbe la pubblicazione dei manifesti rosacrociani di quegli anni, che videro contrapporsi detrattori come Libavius, e sostenitori tra cui anche Michael Maier e Thomas Vaughan  oltre allo stesso Fludd.
Lo studioso Joscelyn Godwin ritiene che se anche Fludd non fosse stato membro effettivo dei Rosacroce, la sua opera è comunque permeata dallo spirito di questa confraternita, come dimostrano altri suoi libri successivi, tra cui la sua Utriusque cosmi historia contenente brevi cenni sull'universo, e la Philosophia mosaica (uscita postuma nel 1638). 
In essi, Fludd indaga le leggi occulte dell'analogia che consentono di stabilire una corrispondenza tra il piano celeste dello spirito, le sfere planetarie e il mondo terrestre, alla stregua del motto di Ermete Trismegisto «come in alto così in basso» enunciato nella Tavola di smeraldo.
Oltre ai rimandi all'alchimia e all'ermetismo, la cosmologia rosacrociana di Fludd è incentrata sulla neoplatonica anima del mondo, assimilata alla divina Sophia e al Cristo stesso, su cui si basa il percorso di salvezza umano.

## Fortuna
Secondo quanto riferito da Frances Yates in The Occult Philosophy in the Elizabethan Age, Fludd  con la sua opera può essere considerato come probabile ispiratore primario del mondo di angeli e demoni del Paradiso perduto di John Milton (1667).
In quanto esponente del filone ideale che ispirò e che tuttora alimenta la Massoneria tradizionalista, Robert Fludd è celebrato come maestro dal Real Ordine degli Antichi Liberi e Accettati Muratori, che venne costituito nel 1992 dalla Loggia "Intelletto e Amore" di Reggio Emilia, guidata dallo studioso Michele Moramarco.
Pierre Plantard, ideatore del falso storico noto come Priorato di Sion, collocò Robert Fludd al 16º posto nella pretesa lista dei Grandi Maestri di tale fantomatica istituzione.

## Edizioni delle opere
- (LA) Robert Fludd, Anatomiae ampitheatrum, Frankfurt am Main, Johann Theodor de Bry, 1623.